# 26665 Sidjena
26665 Sidjena è un asteroide della fascia principale. Scoperto nel 2000, presenta un'orbita caratterizzata da un semiasse maggiore pari a 2,3975536 UA e da un'eccentricità di 0,1653013, inclinata di 2,53819° rispetto all'eclittica.